# Гулян, Валерий
Валерий Гулян (4 апреля 1971) — советский и туркменский футболист, нападающий. Выступал за сборную Туркменистана.

## Биография
Начал карьеру в командах мастеров в 1990 году в составе «Небитчи», игравшего во второй низшей лиге СССР. О выступлениях в следующие несколько сезонов сведений нет[уточнить]. В 1995 году, выступая за «Небитчи», забил 18 голов и стал бронзовым призёром чемпионата Туркменистана. В 1996 году перешёл в ашхабадский «Копетдаг», с которым в том же сезоне стал серебряным призёром чемпионата и обладателем Кубка Туркменистана. Участник Кубка Содружества-1997 в составе «Копетдага». В 1997 году перешёл в столичный «Дагдан» и стал победителем весеннего чемпионата, имевшего неофициальный статус. Сезон 1997/98 начал в «Дагдане» и после первой половины чемпионата был лидером в споре бомбардиров с 15 голами в 14 турах, затем перешёл в «Небитчи» и в итоге финишировал третьим бомбардиром с 19 голами. В составе «Небитчи» — финалист Кубка Туркменистана 1998/99.
22 марта 1996 года дебютировал в национальной сборной Туркменистана в отборочном матче Кубка Азии против Кувейта. 11 мая 1997 года стал автором гола в матче отборочного турнира чемпионата мира с Вьетнамом. Всего в 1996—1997 годах сыграл за сборную не менее 5 матчей и забил один гол.